# Louis Mitchell
Louis A. Mitchell, född  den 17 december 1885, död den 2 september 1957 var en ameikansk jazzmusiker (trummor) och orkesterledare (Louis Mitchell's Jazz Kings).